# Eberhard Friedrich Walcker
Pour les articles homonymes, voir Walcker.
Eberhard Friedrich Walcker, né le 3 juillet 1794 à Cannstatt et mort le 2 octobre 1872 à Ludwigsburg est un facteur d'orgue allemand et fondateur de l'entreprise éponyme E.F. Walcker & Cie. Réputé pour la qualité des instruments produits par son fondateur, Walcker est une manufacture d'orgues allemande reconnue.

## Biographie
Eberhard Friedrich Walcker est né le 3 juillet 1794 à Cannstatt.
Il meurt à Ludwigsburg le 2 octobre 1872.

## Instruments notables
- Orgue du Methuen Memorial Music Hall (originellement installé au Boston Music Hall), construit en 1852, 84 jeux.

- Orgue de la Cathédrale de Riga, construit en 1882-1883, 124 jeux.
- Grand orgue de l'église Saint-François à Lausanne, modernisé (avec ajout de buffets latéraux) en 1867, 36 jeux sur 3 claviers et un pédalier[1].

## Dirigeants successifs de la manufacture
- Eberhard Friedrich Walcker
- Oscar Walcker, neveu d'Eberhard Friedrich
- Werner Walcker-Mayer, neveu d'Oscar